# Stevin-project

Internationale stroomverbindingen in Europa

Het Stevin-project is een project van de Belgische netbeheerder Elia. Het doel van het project is het versterken van het hoogspanningsnet in West- en Oost-Vlaanderen, zodat met name meer elektriciteit vanaf windmolenparken op en aan zee naar het binnenland vervoerd kan worden. Ook wordt door middel van een onderzeese kabel een verbinding gecreëerd met het hoogspanningsnet van het Verenigd Koninkrijk. Het project ging van start in 2015 met een budget € 270 miljoen. In 2017 werd de eerste fase afgerond en ingehuldigd door premier Charles Michel en Minister van Energie Marie-Christine Marghem. In het verlengde van het Stevin-project wordt de Nemo Link uitgevoerd.

## Deelprojecten
Het Stevin-project wordt uitgevoerd verdeeld over tien deelprojecten. De werkzaamheden bestaan uit zowel de aanleg van nieuwe verbindingen als de afbraak van oude hoogspanningskabels.

### Aanleg 380kV-verbinding
Over een afstand van 47 kilometer wordt een dubbele hoogspanningsverbinding van 380 kilovolt aangelegd, dit is de hoogst mogelijke spanning op het Belgische net. Deze verbinding wordt deels ondergronds en deels bovengronds aangelegd tussen Brugge en Eeklo. De nieuwe hoogspanningsverbinding is in staat om het equivalent van drie kerncentrales aan elektriciteit te transporteren (3000 megawatt). Deze eerste fase van het project is in 2017 afgerond.

### Afbraak en ondergronds leggen van 150kV-verbindingen
In de tweede fase van het project wordt een totale lengte van 53 kilometer aan oude bovengrondse hoogspanningskabels van 150 kV wordt afgebroken. Tegelijk wordt er 35 kilometer aan 150 kilovoltkabels ondergronds gelegd. Deze fase wordt verwacht in 2020 afgerond te zijn.

### Bouw van drie hoogspanningsstations
In Zeebrugge, De Spie en Vivenkapelle worden drie nieuwe hoogspanningsstations aangelegd om de nieuwe verbindingen te begeleiden. Deze stations waren in de zomer van 2017 gereed.